# Onthophagus praetortus
Onthophagus praetortus är en skalbaggsart som beskrevs av Louis Albert Péringuey 1904. Onthophagus praetortus ingår i släktet Onthophagus och familjen bladhorningar. Inga underarter finns listade i Catalogue of Life.